# スパ (ベルギー)
スパ （Spa） は、ベルギーのリエージュ州に位置する都市。温泉および隣のフランコルシャンにまたがるサーキット、スパ・フランコルシャンで世界的に知られる。

## 概要
スパの歴史は温泉地としての歴史として始まっており、14世紀初頭頃から温泉は使われていたとされる。リゾート地としても栄え、ピョートル1世、ヴィクトル・ユーゴーらも訪れたとされる。
20世紀に入ると、第一次世界大戦中、1918年にドイツ陸軍が大本営を置き、皇帝ヴィルヘルム2世はここからオランダに亡命した。また1920年には、スパ会議の舞台となった。また同年開設されたスパ・フランコルシャンサーキットが出来てからは、モータースポーツの開催地としても世界的に知られるようになった。
温泉ないし療養温泉を意味するスパ（spa）の語源ともなった場所であり、英語では1610年頃から普通名詞として使われていることが確認できる。
一方、ベルギーの国語のひとつであるオランダ語のspaにはそのような意味はなく、専ら「ミネラルウォーター」の意で使われ、17世紀からはspawaterの形もみられる。Spadel社によって現在も製造されている「スパ」はこの街周辺で産出され、16世紀末に発売、ベネルクス三国を中心に広く流通している。オランダではブランドに関わらず飲料水はspa blauw（「青いスパ」）、炭酸水はspa rood（「赤いスパ」）と呼ばれるが、これはSpadel社の販売している水のラベルの色に由来している。

## 温泉

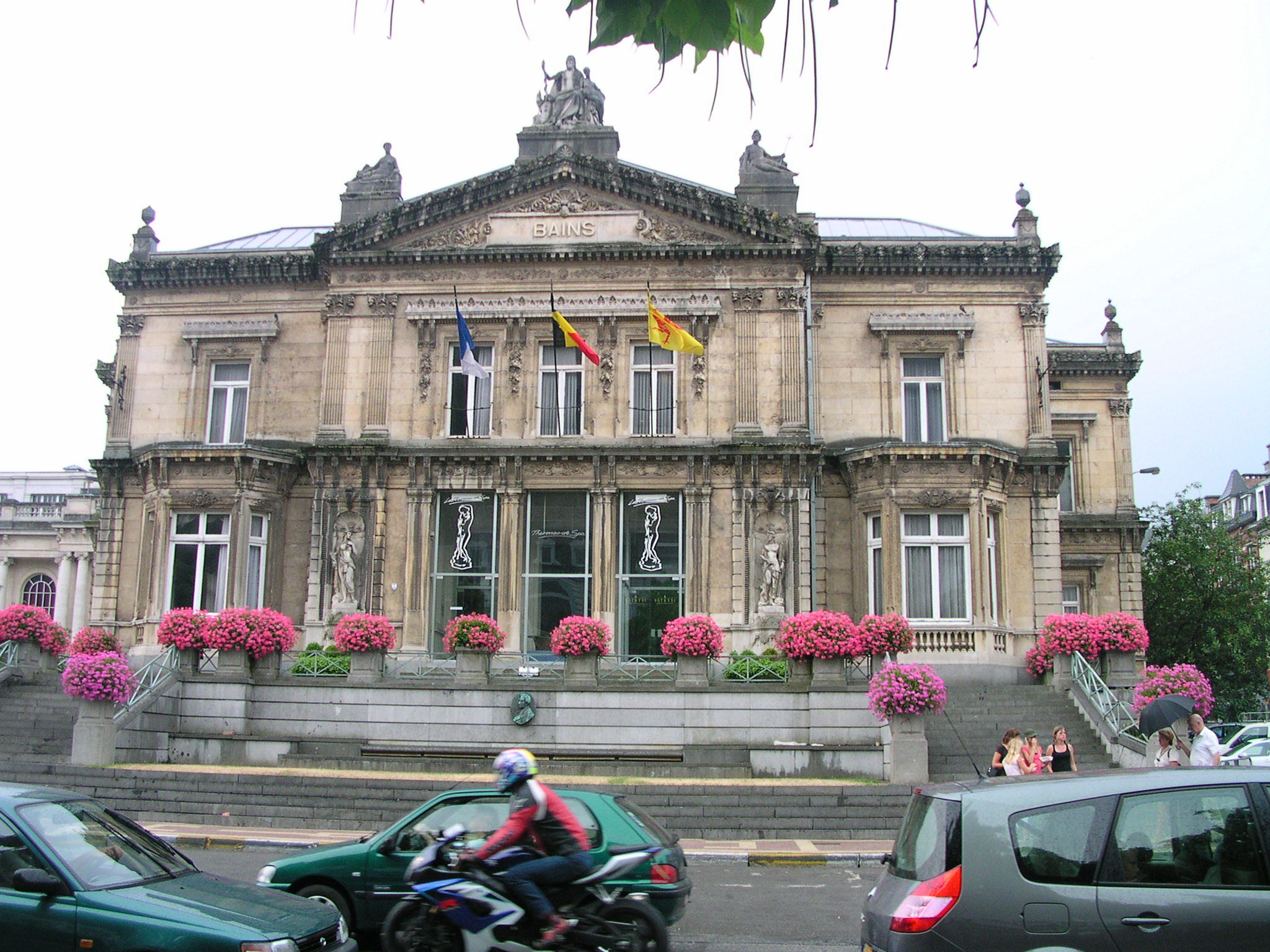
テルム・ド・スパ

療養温泉の語源ともなったことから、高い効能があるとされる。その効能は飲泉においても効果があるとされ、市内には数箇所の飲泉場が存在する。入浴施設は、街の中心部に存在する浴場「テルム・ド・スパ」が知られる。